# Кэжуалз (футбольный клуб)
«Кэ́жуалз» (англ. Casuals Football Club) — любительский футбольный клуб из Лондона, основанный в 1883 году. В 1939 году объединился с клубом «Коринтиан», после чего образовался новый клуб — «Коринтиан-Кэжуалз», который существует по сей день.

## История
Клуб был основан в 1883 году и изначально состоял исключительно из выпускников Итона, Вестминстера и Чартерхауса, однако позднее за команду стали играть выпускники всех школ, колледжей и университетов Великобритании. В XIX веке клуб играл множество товарищеских матчей, иногда по несколько матчей в день (с разными составами).
В сезоне 1893/94 помог «Кэжуалз» вышел в первый в истории финал Любительского кубка Англии, в котором проиграл клубу «Олд Картузианс».
В 1905 году клуб стал одним из основателей Истмийской лиги. С 1907 по 1913 год «Кэжуалз» провёл шесть сезонов в Южной любительской лиге, но в сезоне 1913/14 вернулся в Истмийскую лигу. В 1930 году клуб выиграл Большой кубок Суррея, а в 1936 году — Любительский кубок Англии. В 1937 году «Кэжуалз» занял второе место в Истмийской лиге.
В 1939 году произошло слияние клубов «Кэжуалз» и «Коринтиан», после чего был основан новый клуб «Коринтиан-Кэжуалз». Клуб существует и по сей день.

## Игроки сборной Англии
Пятеро игроков «Кэжуалз» выступали за сборную Англии:
- Ричард Рейн Баркер (1 матч)
- Бернард Джой (1 матч)
- Артур Топем (1 матч)
- Роберт Топем (1 матч)
- Фред Юэр[англ.] (2 матча)

## Достижения
Победитель
- Благотворительный кубок Лондона[англ.]: 1891, 1894, 1897, 1901, 1904, 1905
- Кубок любительского футбольного альянса[англ.]: 1908, 1913
- Большой кубок Суррея[англ.]: 1930
- Любительский кубок Англии[англ.]: 1936

Финалист/2-е место
- Большой кубок Лондона[англ.]: 1889, 1893, 1895, 1896
- Любительский кубок Англии[англ.]: 1894
- Кубок любительского футбольного альянса[англ.]: 1909
- Истмийская лига: 1937[3]